# Franco González
Franco González Fernández (ur. 22 czerwca 2004 w Montevideo) – urugwajski piłkarz występujący na pozycji ofensywnego pomocnika, od 2025 roku zawodnik Peñarolu.
Jego brat Brian González również jest piłkarzem.